# Anselm Marshal, 6. Earl of Pembroke
Anselm Marshal, 6. Earl of Pembroke († 23. Dezember 1245 in Chepstow Castle) war ein englischer Adliger.
Anselm Marshal entstammte der anglonormannischen Familie Marshal. Er war der fünfte und jüngste Sohn von William Marshal, 1. Earl of Pembroke und von Isabel de Clare. Er wurde nach einem jüngeren Bruder seines Vaters benannt. Nach dem Testament seines 1219 verstorbenen Vaters sollte er zunächst keinen Landbesitz erben. Es wird vermutet, dass sein Vater sich für den jungen Anselm eine Karriere als fahrender Ritter wünschte, als welcher er selbst nennenswerte Verdienste erreicht hatte. Seine Berater überzeugten ihn jedoch davon, Anselm ein kleines Stück Land zu gewähren. Nachdem seine vier älteren Brüder jedoch alle ohne männliche Nachkommen gestorben waren, erbte Anselm nach dem Tod seines Bruders Walter am 24. November 1245 die umfangreichen Besitzungen seiner Familie. Ohne sein Erbe angetreten zu haben und vom König als Earl of Pembroke oder als erblicher Lord Marshal bestätigt zu werden, starb Anselm selbst vier Wochen nach seinem Bruder auf einer seiner Burgen in Südwales. Er wurde in Tintern Abbey beigesetzt. 
Anselm war mit Maud, einer Tochter von Humphrey de Bohun, Earl of Hereford und Essex verheiratet gewesen. Nachdem auch diese Ehe kinderlos geblieben war, erlosch der Titel Earl of Pembroke. Der gewaltige Familienbesitz mit Ländereien in England, Südwales und Leinster in Irland wurde unter seinen fünf Schwestern Maud, Isabella, Sibylle, Eva und Joan bzw. deren Erben aufgeteilt, so dass das Erbe an die Familien Bigod, Clare, Ferrers, Mortimer, Bohun, Cantilupe und Hastings fiel. König Heinrich III. verheiratete 1247 Anselms Nichte Joan de Munchensi, eine der Erbinnen, mit seinem Halbbruder William de Valence, dem er den Titel Earl of Pembroke neu verlieh.